# Eudejeania andeana
Eudejeania andeana là một loài ruồi trong họ Tachinidae.